# Vladímir
Vladímir ([vlɐdʲi'mʲɪr]ⓘ) (del ruso: Влади́мир) es la capital del óblast de Vladímir, al oeste de Rusia, junto al río Kliazma. Forma parte del lugar patrimonio de la Humanidad «Monumentos Blancos de Vladímir y Súzdal».
Situada en una región agrícola, Vladímir es un nudo ferroviario, cuyas industrias más importantes son la de tejidos, fruta enlatada, productos químicos, instrumentos de precisión y piezas de vehículos. Los edificios históricos de la ciudad son la Catedral Uspenski (de Dormición) (1158-1161), la catedral de San Demetrio (1194-1197), la Puerta Dorada (1164), una antigua puerta de la ciudad y varios monasterios antiguos. La ciudad es sede de un museo de historia y antigüedades religiosas, una galería de arte y una escuela de formación de maestros. Vladímir, fundada en 1108, fue la capital del Principado de Vladímir-Súzdal (un importante estado ruso creado después de la disolución de la Rus de Kiev) entre 1157 y 1238, año en que los tártaros destruyeron la ciudad. El Principado de Moscú (Moscovia) se anexó Vladímir en 1364. La ciudad se desarrolló como un importante centro industrial en la década de 1930.

## Clima
| Parámetros climáticos promedio de Vladímir (normales 1991–2020, extremos 1902–presente) | Parámetros climáticos promedio de Vladímir (normales 1991–2020, extremos 1902–presente) | Parámetros climáticos promedio de Vladímir (normales 1991–2020, extremos 1902–presente) | Parámetros climáticos promedio de Vladímir (normales 1991–2020, extremos 1902–presente) | Parámetros climáticos promedio de Vladímir (normales 1991–2020, extremos 1902–presente) | Parámetros climáticos promedio de Vladímir (normales 1991–2020, extremos 1902–presente) | Parámetros climáticos promedio de Vladímir (normales 1991–2020, extremos 1902–presente) | Parámetros climáticos promedio de Vladímir (normales 1991–2020, extremos 1902–presente) | Parámetros climáticos promedio de Vladímir (normales 1991–2020, extremos 1902–presente) | Parámetros climáticos promedio de Vladímir (normales 1991–2020, extremos 1902–presente) | Parámetros climáticos promedio de Vladímir (normales 1991–2020, extremos 1902–presente) | Parámetros climáticos promedio de Vladímir (normales 1991–2020, extremos 1902–presente) | Parámetros climáticos promedio de Vladímir (normales 1991–2020, extremos 1902–presente) | Parámetros climáticos promedio de Vladímir (normales 1991–2020, extremos 1902–presente) |
| Mes                                                                                     | Ene.                                                                                    | Feb.                                                                                    | Mar.                                                                                    | Abr.                                                                                    | May.                                                                                    | Jun.                                                                                    | Jul.                                                                                    | Ago.                                                                                    | Sep.                                                                                    | Oct.                                                                                    | Nov.                                                                                    | Dic.                                                                                    | Anual                                                                                   |
| --------------------------------------------------------------------------------------- | --------------------------------------------------------------------------------------- | --------------------------------------------------------------------------------------- | --------------------------------------------------------------------------------------- | --------------------------------------------------------------------------------------- | --------------------------------------------------------------------------------------- | --------------------------------------------------------------------------------------- | --------------------------------------------------------------------------------------- | --------------------------------------------------------------------------------------- | --------------------------------------------------------------------------------------- | --------------------------------------------------------------------------------------- | --------------------------------------------------------------------------------------- | --------------------------------------------------------------------------------------- | --------------------------------------------------------------------------------------- |
| Temp. máx. abs. (°C)                                                                    | 7.1                                                                                     | 9.5                                                                                     | 17.8                                                                                    | 27.8                                                                                    | 34.0                                                                                    | 35.2                                                                                    | 37.1                                                                                    | 36.5                                                                                    | 29.5                                                                                    | 25.0                                                                                    | 14.8                                                                                    | 12.0                                                                                    | 37.1                                                                                    |
| Temp. máx. media (°C)                                                                   | -5.5                                                                                    | -4.4                                                                                    | 1.8                                                                                     | 11.1                                                                                    | 19.1                                                                                    | 22.2                                                                                    | 24.6                                                                                    | 22.6                                                                                    | 16.3                                                                                    | 8.2                                                                                     | 0.3                                                                                     | -3.8                                                                                    | 9.4                                                                                     |
| Temp. media (°C)                                                                        | -8.3                                                                                    | -7.7                                                                                    | -2.3                                                                                    | 5.8                                                                                     | 13.0                                                                                    | 16.6                                                                                    | 19.0                                                                                    | 16.9                                                                                    | 11.4                                                                                    | 4.9                                                                                     | -1.9                                                                                    | -6.1                                                                                    | 5.1                                                                                     |
| Temp. mín. media (°C)                                                                   | -10.9                                                                                   | -10.6                                                                                   | -5.6                                                                                    | 1.4                                                                                     | 7.7                                                                                     | 11.7                                                                                    | 14.1                                                                                    | 12.3                                                                                    | 7.7                                                                                     | 2.4                                                                                     | -3.8                                                                                    | -8.4                                                                                    | 1.5                                                                                     |
| Temp. mín. abs. (°C)                                                                    | -39.7                                                                                   | -36.1                                                                                   | -30.0                                                                                   | -16.1                                                                                   | -8.0                                                                                    | -0.1                                                                                    | 3.9                                                                                     | 0.0                                                                                     | -6.3                                                                                    | -18.9                                                                                   | -27.2                                                                                   | -43.0                                                                                   | -43.0                                                                                   |
| Precipitación total (mm)                                                                | 40                                                                                      | 33                                                                                      | 29                                                                                      | 36                                                                                      | 46                                                                                      | 71                                                                                      | 65                                                                                      | 54                                                                                      | 50                                                                                      | 55                                                                                      | 45                                                                                      | 39                                                                                      | 563                                                                                     |
| Días de lluvias (≥ 1 mm)                                                                | 5                                                                                       | 3                                                                                       | 6                                                                                       | 12                                                                                      | 15                                                                                      | 17                                                                                      | 15                                                                                      | 15                                                                                      | 16                                                                                      | 16                                                                                      | 10                                                                                      | 5                                                                                       | 135                                                                                     |
| Días de nevadas (≥ 1 mm)                                                                | 26                                                                                      | 23                                                                                      | 16                                                                                      | 6                                                                                       | 1                                                                                       | 0                                                                                       | 0                                                                                       | 0                                                                                       | 1                                                                                       | 6                                                                                       | 18                                                                                      | 25                                                                                      | 122                                                                                     |
| Humedad relativa (%)                                                                    | 86                                                                                      | 82                                                                                      | 76                                                                                      | 71                                                                                      | 67                                                                                      | 73                                                                                      | 76                                                                                      | 79                                                                                      | 82                                                                                      | 85                                                                                      | 88                                                                                      | 87                                                                                      | 79                                                                                      |
| Fuente: Pogoda.ru.net                                                                   |                                                                                         |                                                                                         |                                                                                         |                                                                                         |                                                                                         |                                                                                         |                                                                                         |                                                                                         |                                                                                         |                                                                                         |                                                                                         |                                                                                         |                                                                                         |

## Museo regional de historia
Contiene reproducciones de las ornamentaciones de las dos catedrales de la ciudad. El edificio de ladrillos rojos fue construido en 1902.

## Ciudadanos ilustres
- Konstantín Balmont, poeta ruso.
- Aleksandr Griboyédov, dramaturgo, diplomático y poeta ruso.
- Aleksandr Herzen, publicista, filósofo materialista, ideólogo de la revolución campesina.
- Iván Shmeliov, escritor ruso.

### Nacidos en Vladimir
- Valentín Afonin (1939), futbolista.
- Nikolái Andriánov (1952-2011), atleta soviético, gimnasta.
- Alekséi Batálov (1928-2017), actor ruso.
- Mijaíl Lázarev (1788-1851), oficial naval ruso, explorador antártico.
- Yuri Lodyguin (1990), futbolista greco-ruso.
- Yuri Levitán (1914-1983), locutor de Radio Moscú
- Aleksandr Stolétov (1839-1896), físico.
- Serguéi Tanéyev (1856-1916), compositor, pianista, teórico musical.

## Ciudades hermanadas
- Canterbury, Inglaterra
- Erlangen, Alemania
- Bloomington-Normal, Estados Unidos
- Sarasota, Estados Unidos
- Marion, Estados Unidos
- Saintes, Francia
- Ústí nad Labem, República Checa

## Galería

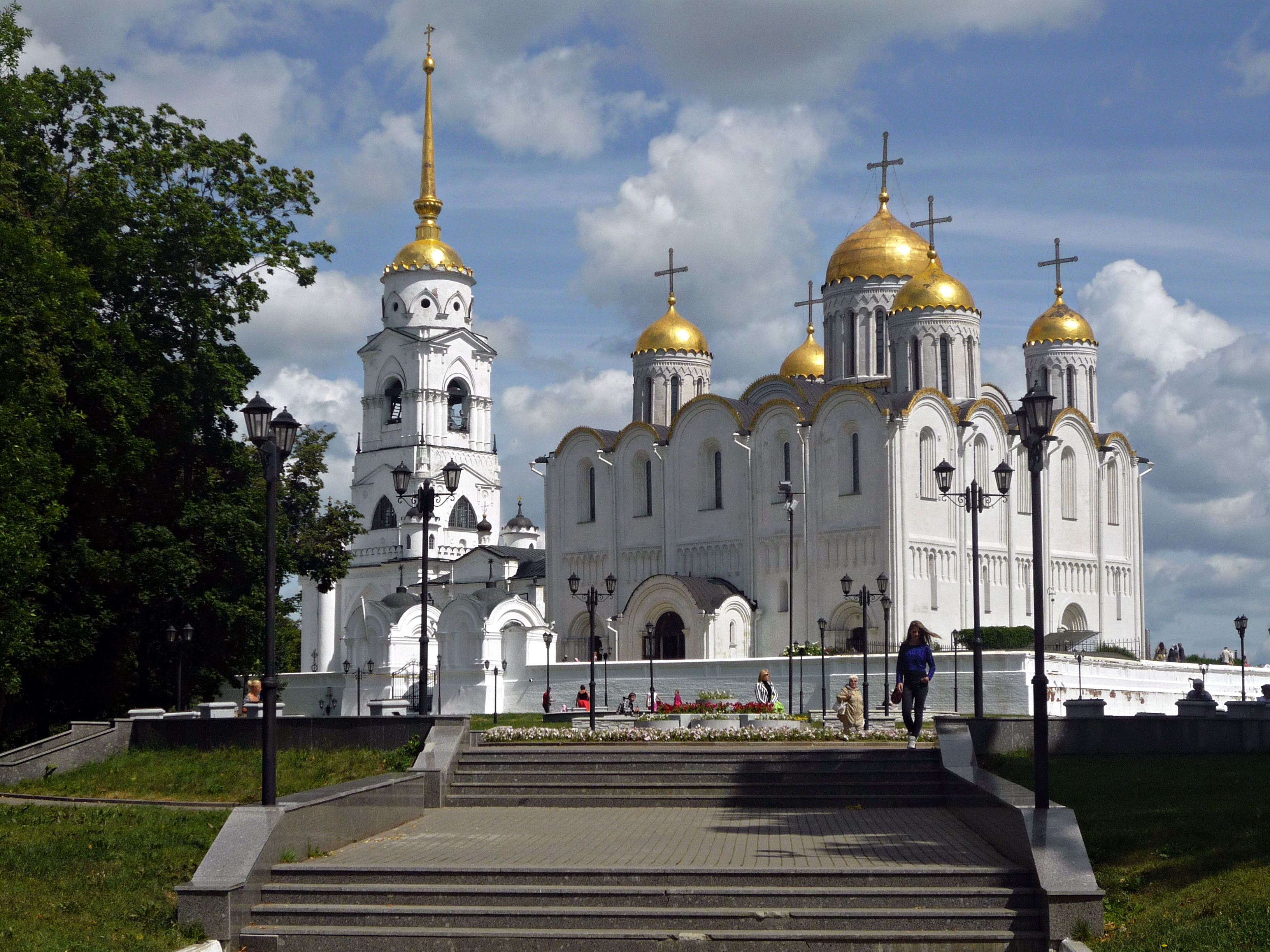
Catedral de la Asunción
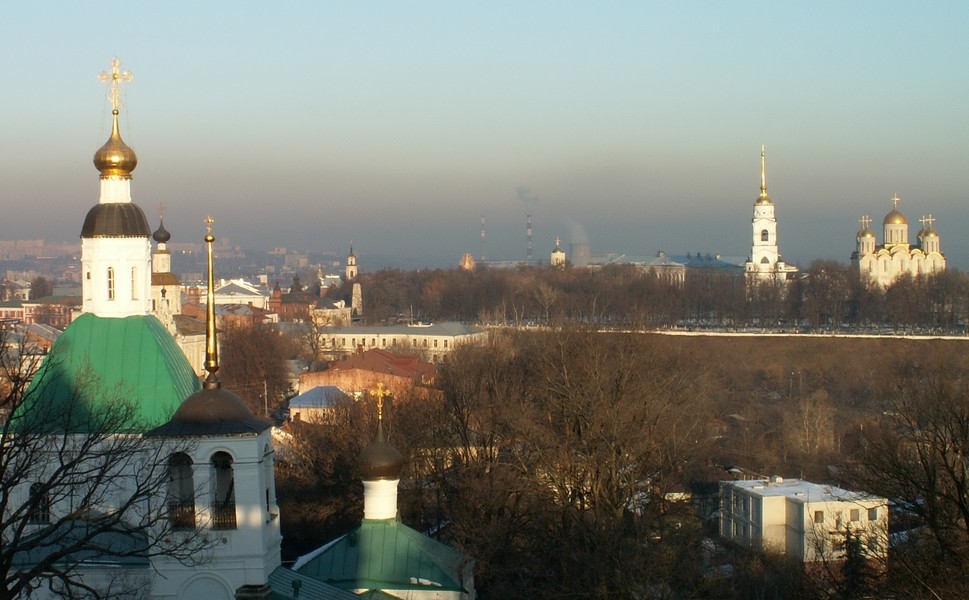
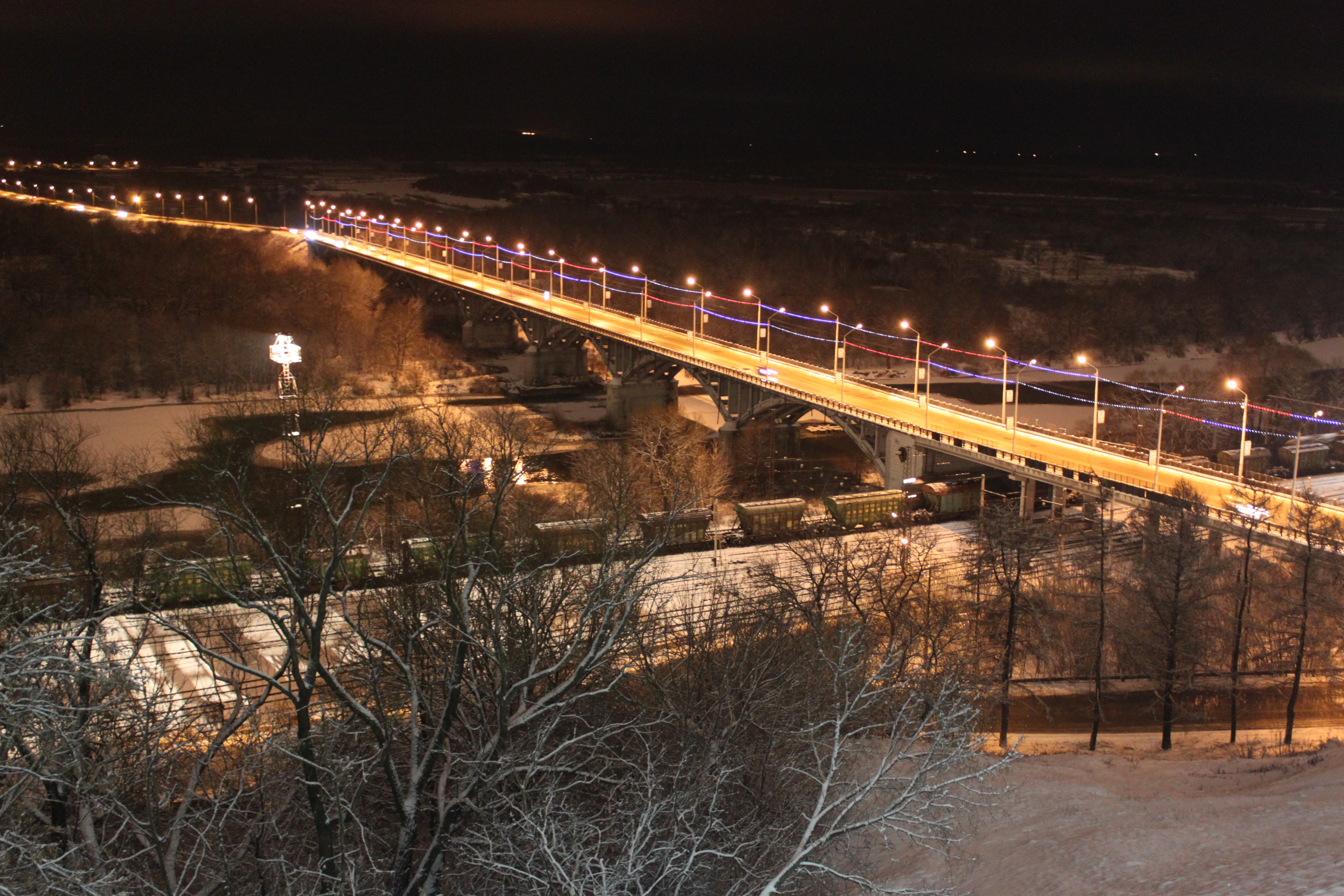
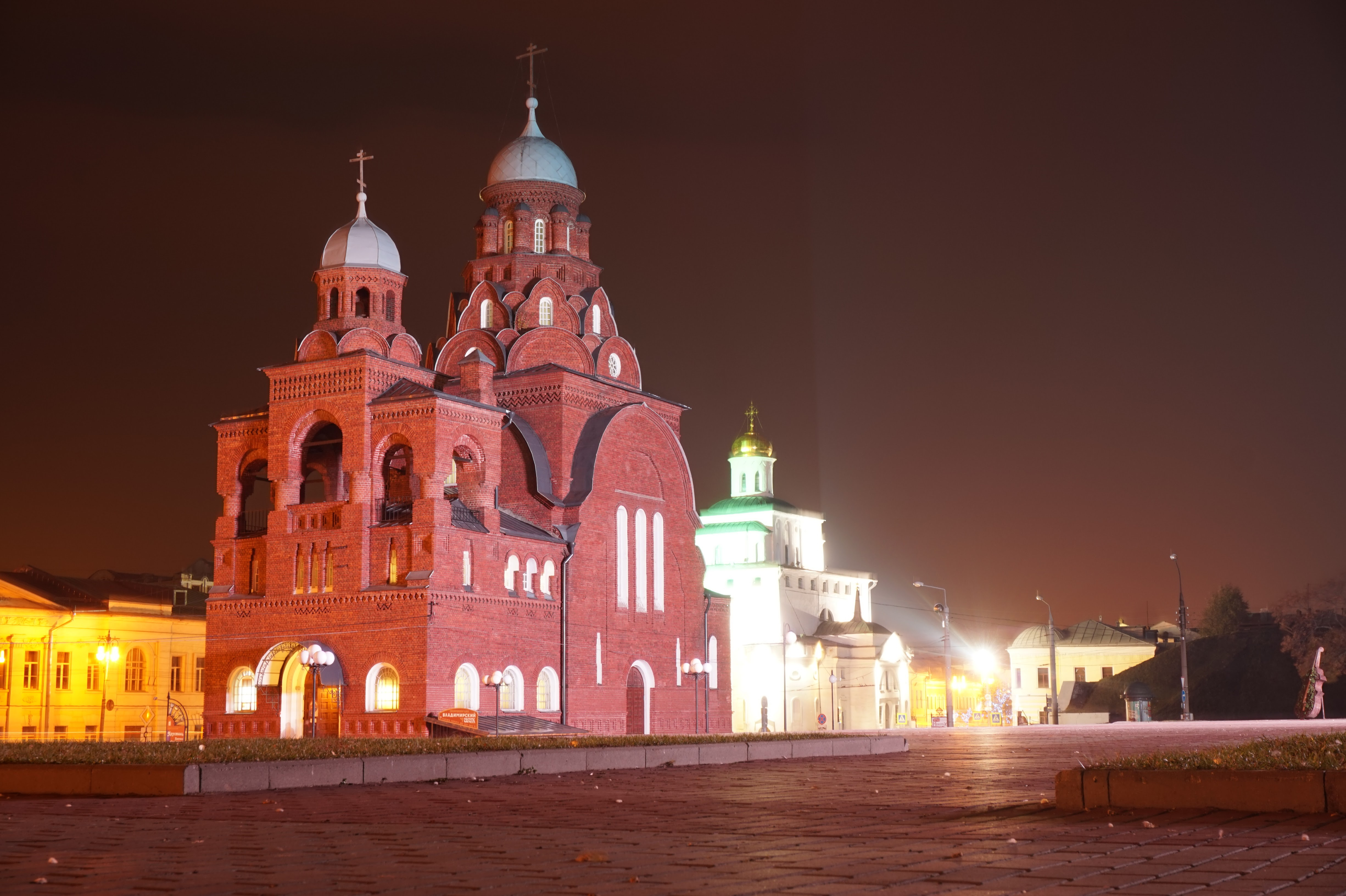
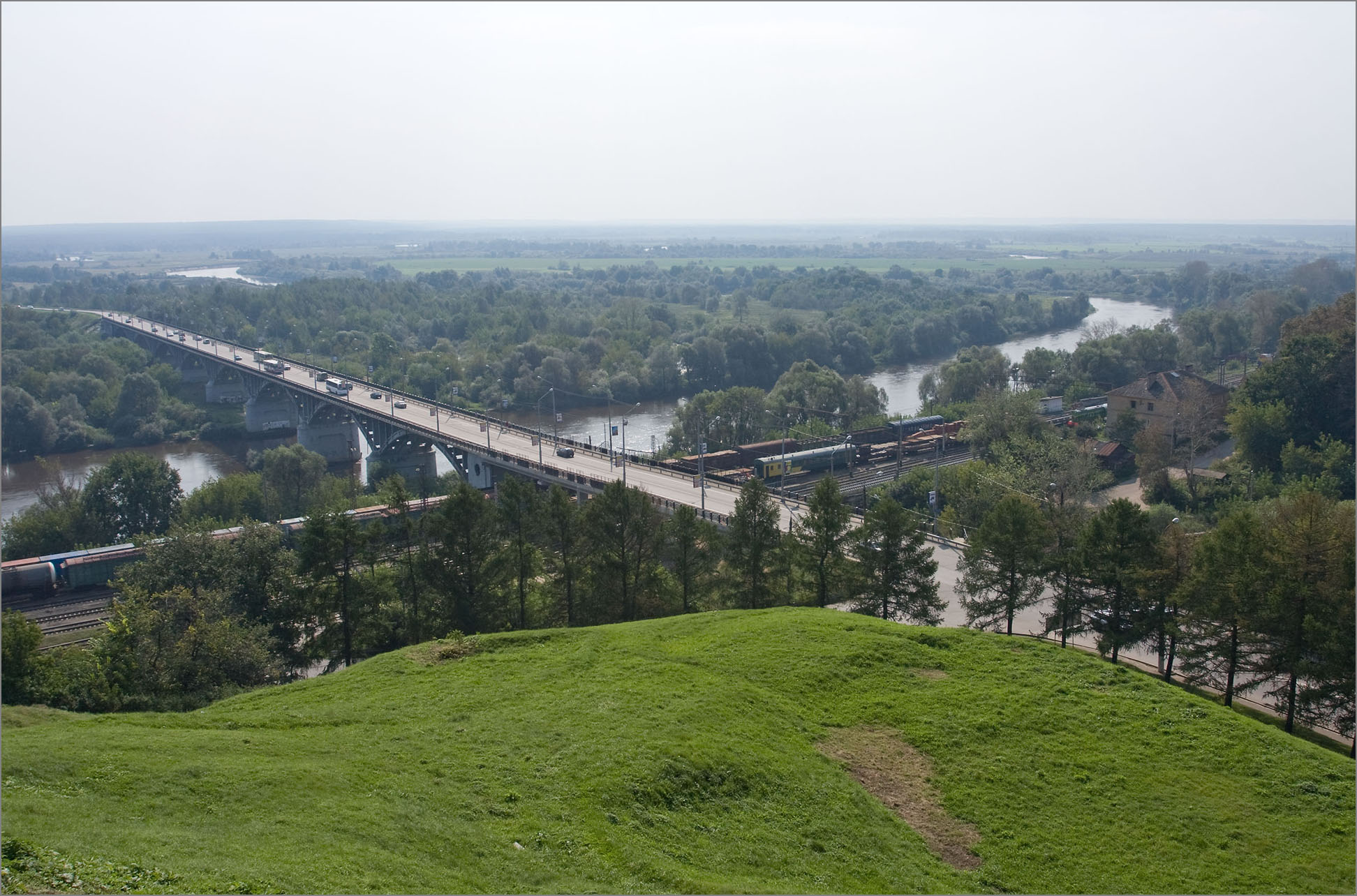
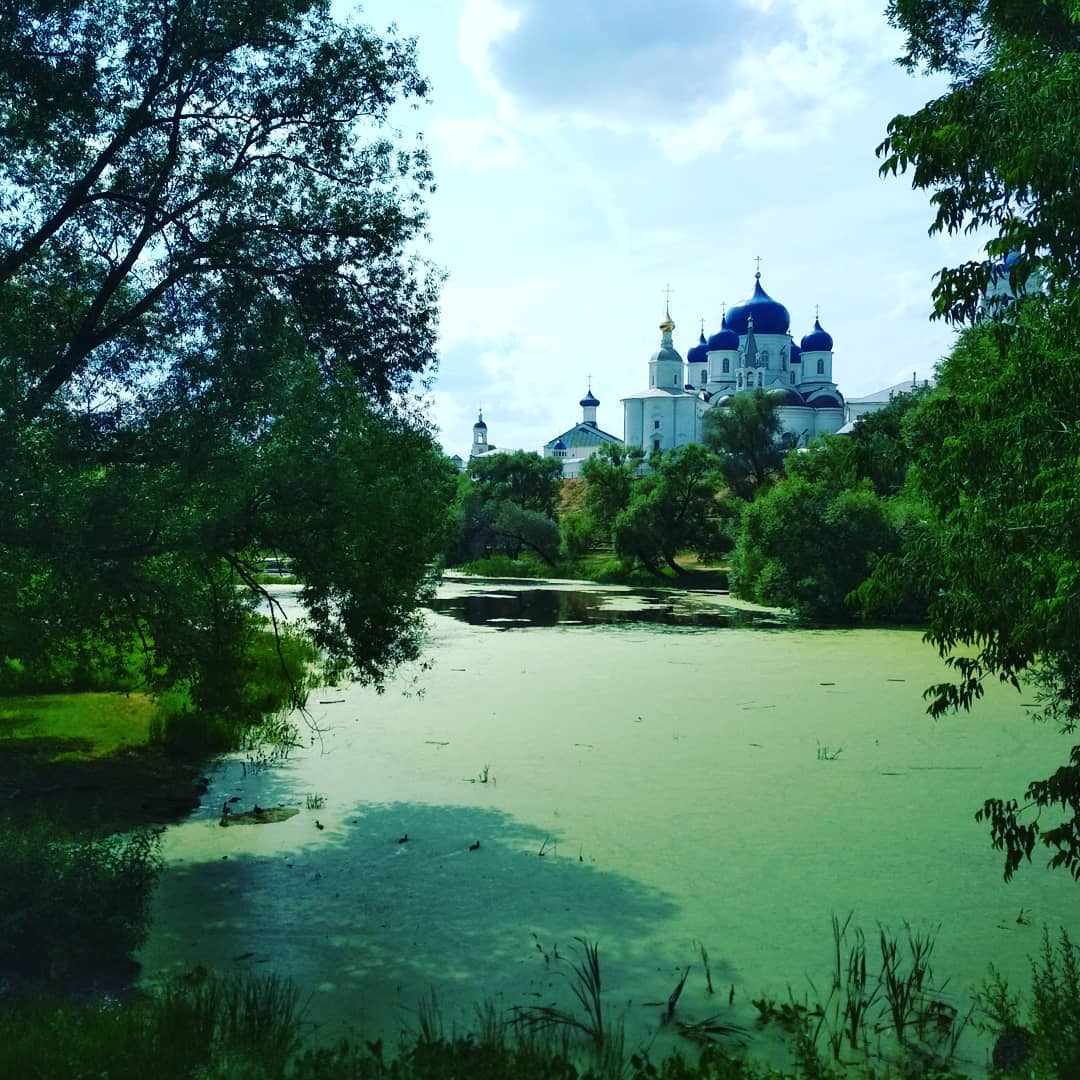
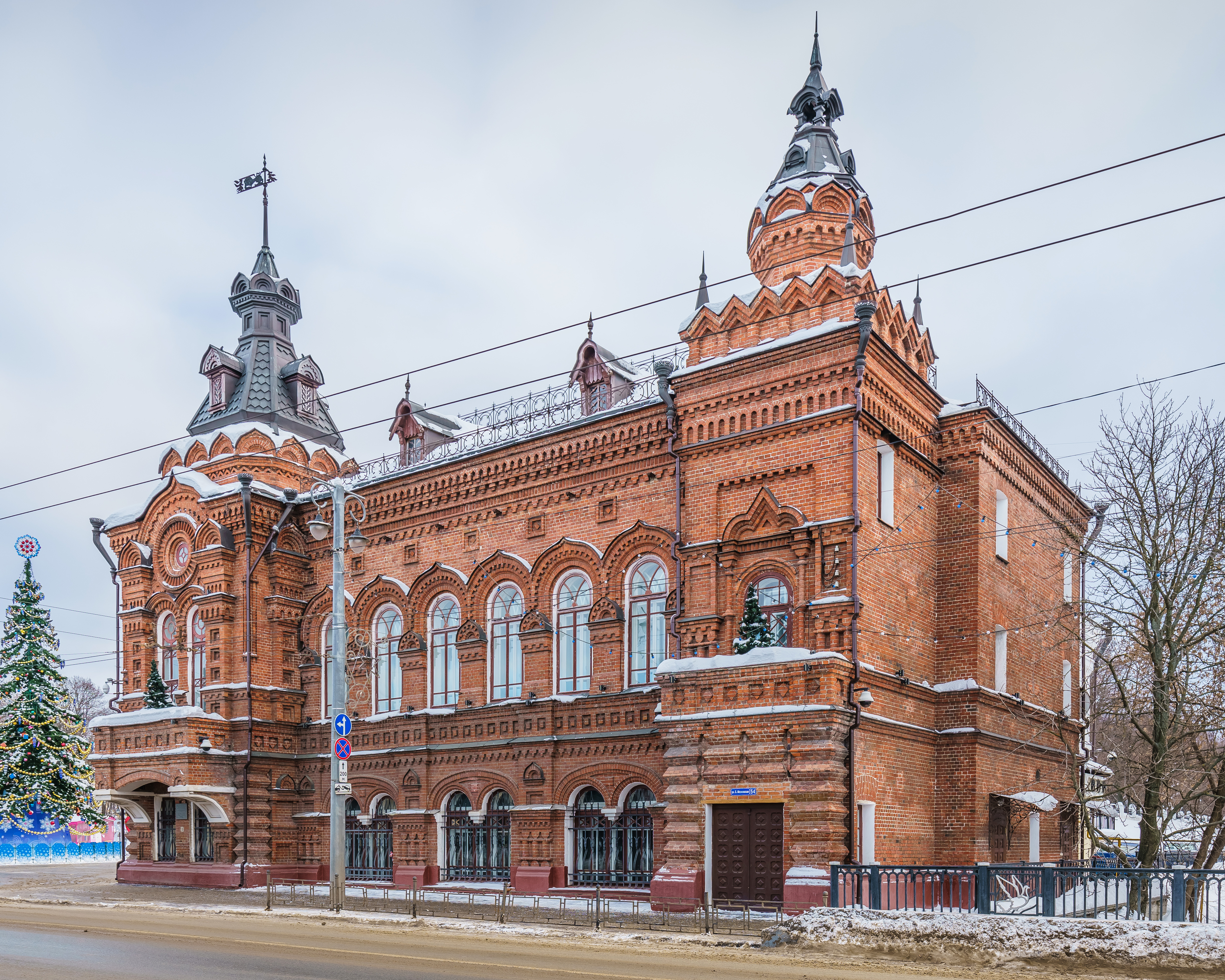
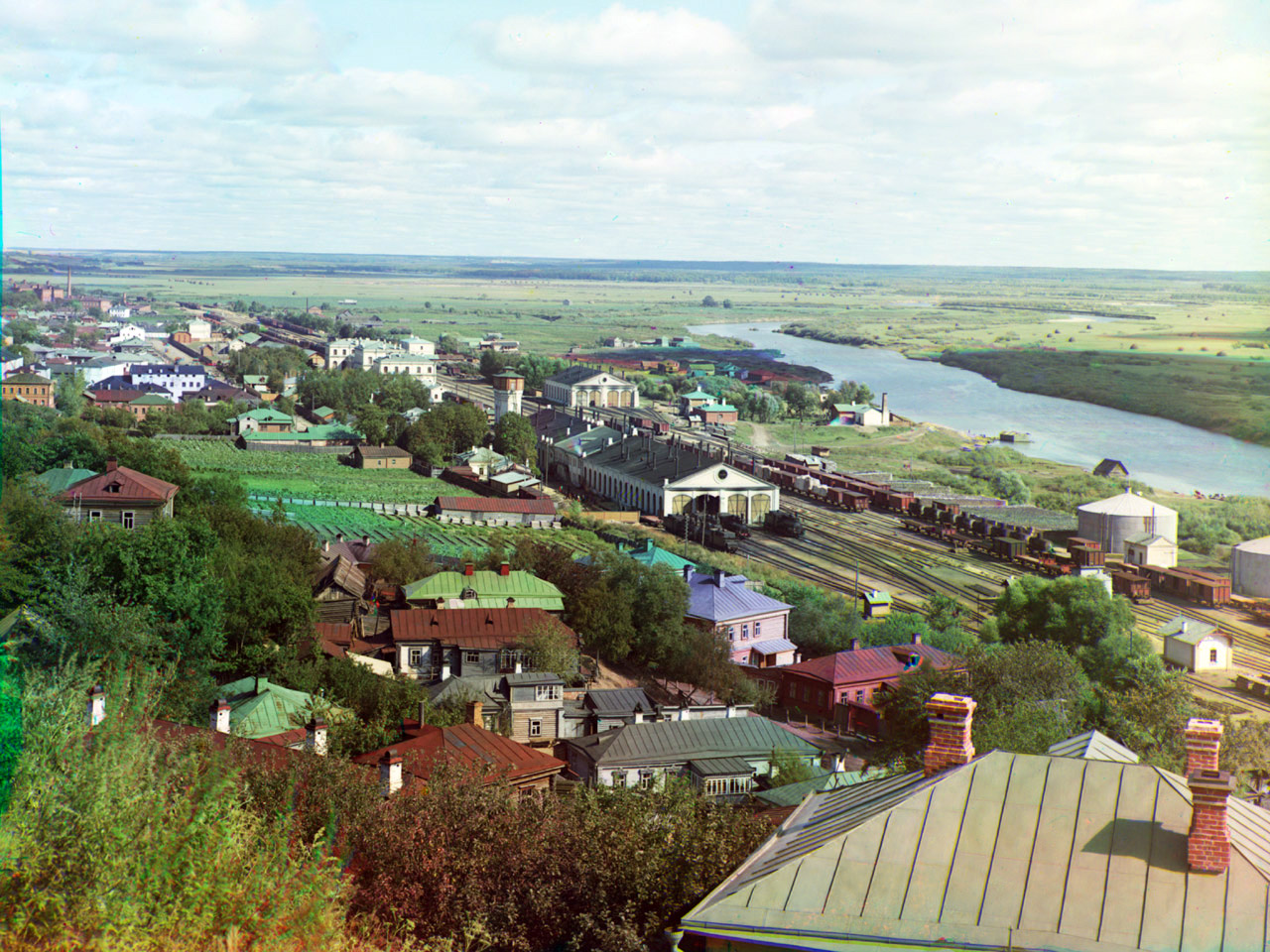

## Demografía
| Gráfica de evolución de Vladímir entre 1599 y 2020 |
|                                                    |